# توردهر
توردهر (به انگلیسی: Tordher) یک منطقهٔ مسکونی در پاکستان است که در بخش مردان واقع شده‌است.